# Furthmühle bei Egenhofen

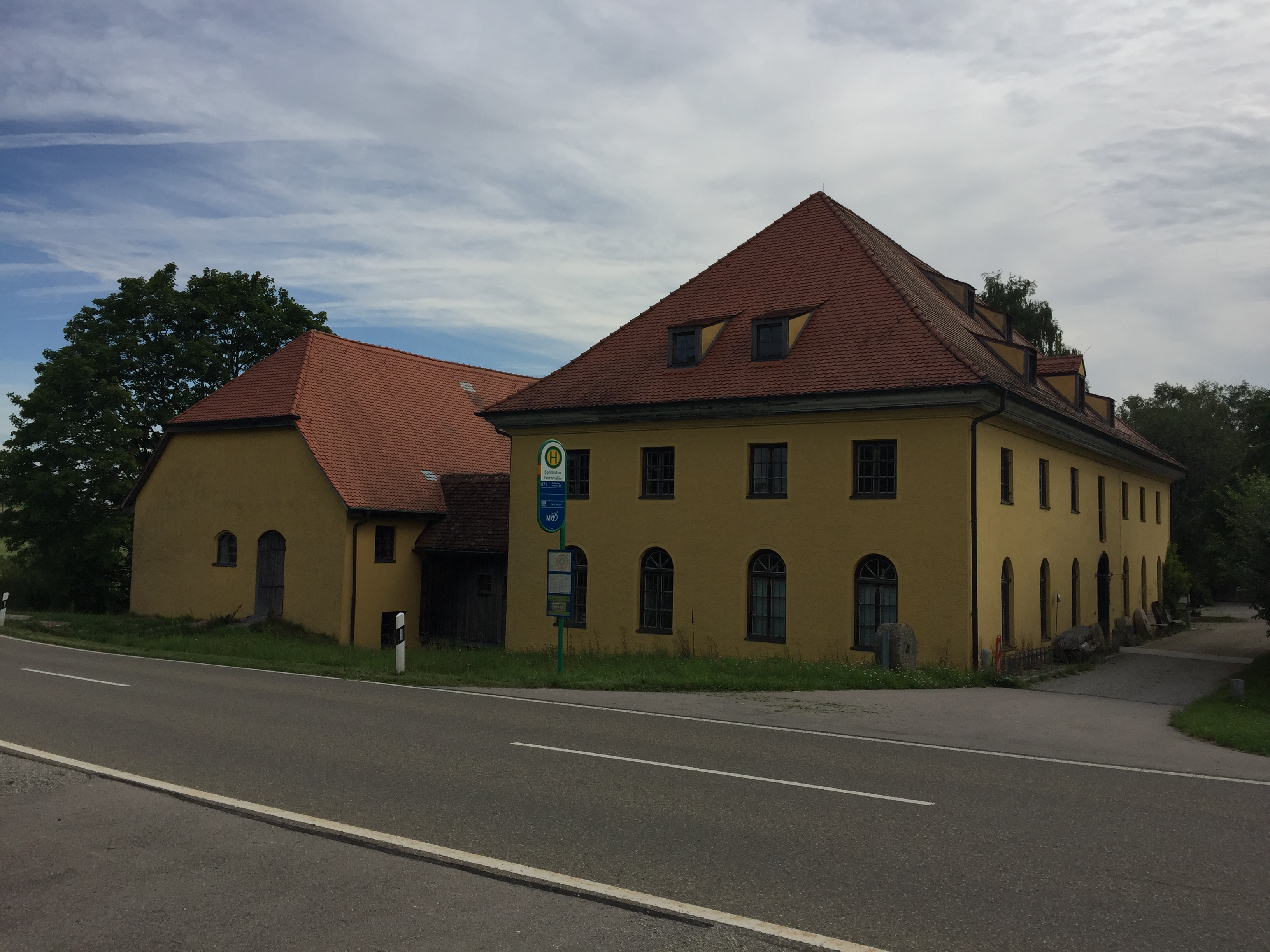
Furthmühle Egenhofen, August 2019

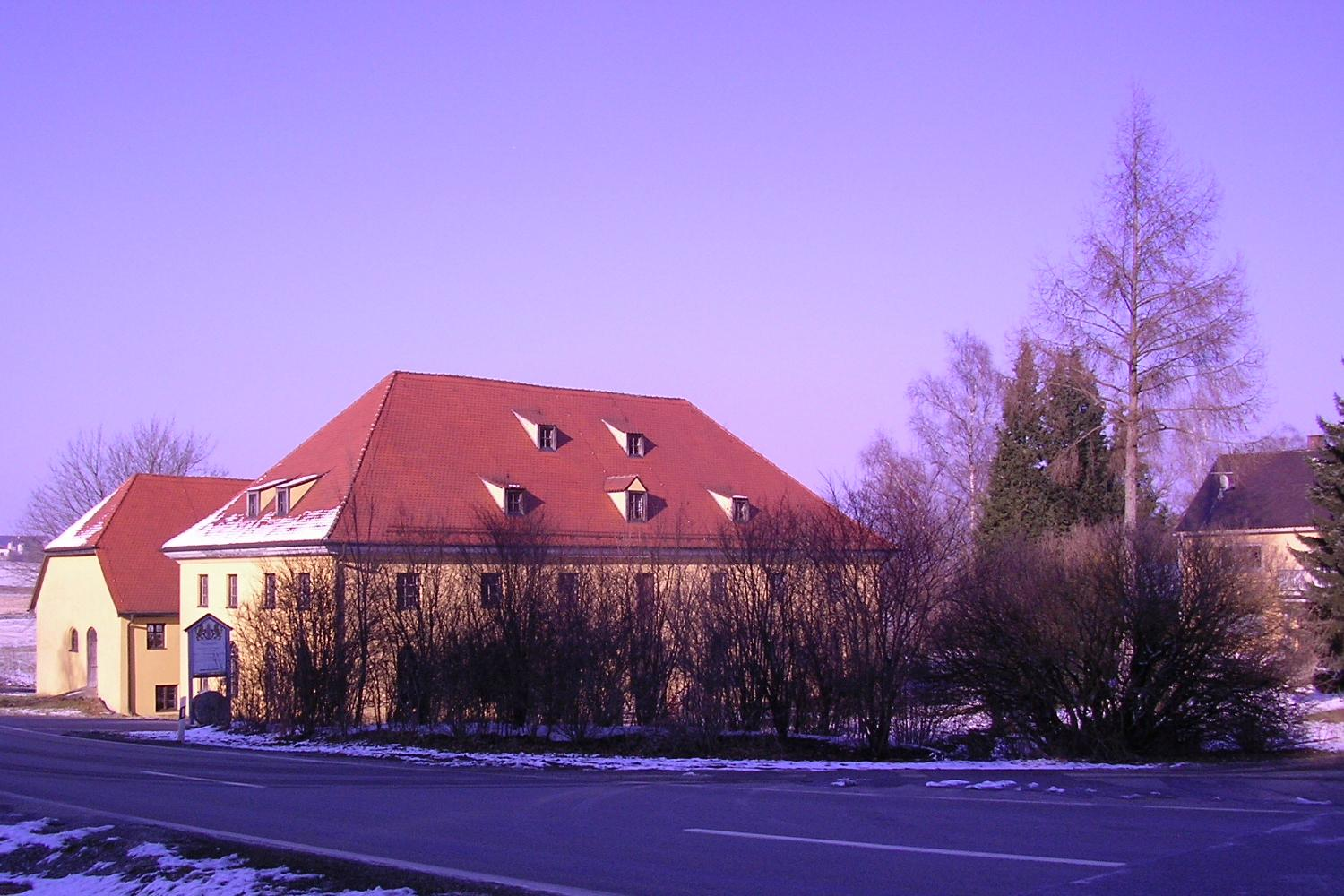
Furthmühle, Februar 2011

Die Furthmühle ist eine historische Getreidemühle im Landkreis Fürstenfeldbruck. Zu ihr gehört ein Sägewerk und ein Wohnhaus mit Nebengebäuden. Die Mühle befindet sich hinsichtlich des Mahlwerks weitgehend in ursprünglichem Zustand, ist voll funktionsfähig und wurde bis 2012 zur Herstellung von Mehl verwendet. Sie stellt damit ein technisches Denkmal dar. Sie liegt in dem Gemeindeteil namens Furthmühle der Gemeinde Egenhofen, etwa fünf Kilometer von Odelzhausen entfernt an der Glonn. Die Wasserkraft des Flusses wurde bis 1919 genutzt.

## Geschichte

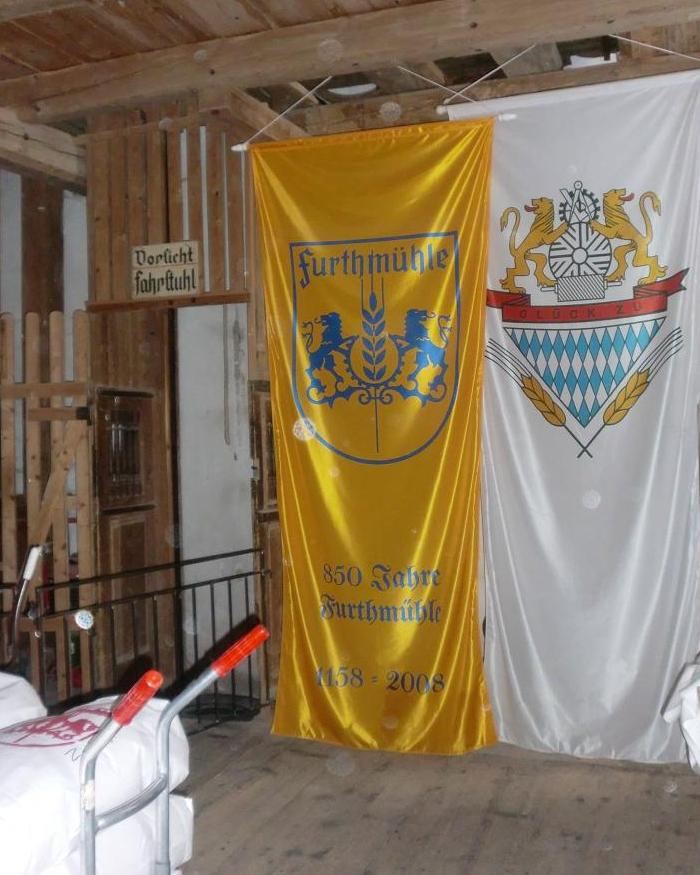
850 Jahre Furthmühle (1158–2008)

Die Furthmühle wurde erstmals 1158 in einer Schenkungsurkunde des Edlen Adalbert von Grunertshofen-Pfaffenhofen erwähnt. 1766 kaufte der Weyherner Hofmarksherr Franz Xaver von Ruffini die Mühle. 1828 kam sie in den Besitz des Freiherrn von Lotzbeck, der sie bis 1830 auf der rechten Seite der Glonn neu errichten ließ. Die alte Mühle wurde 1833 abgebrochen.
Die räumliche Nähe, Zeitpunkt und der gleiche Bauherr legen einen baumeisterlichen Zusammenhang zwischen der Neugestaltung des Schlosses Weyherrn und dem Neubau der Furthmühle nahe. Eine Beteiligung des Münchner Architekten Jean Baptiste Métivier ist jedoch nicht belegt. Der pensionierte Ökonomierat der Königlich Bayerischen Hofbauintendanz Joseph Andreas Lindt plante die Wasserkraftanlage mit einem neuen Kanal. Fünf Wasserräder sollten zwei Mahlgänge, einen Gerbgang, einen Ölschlag mit Kollergang und das Sägewerk antreiben. Für den Hofmarksherrn von Lotzbeck war insbesondere der Malzgang zum Malzbrechen für die herrschaftliche Brauerei von Bedeutung. 1844 wurde die Mühlentechnik erneuert. Den Ölschlag ersetzte man durch eine mechanische Werkstätte mit Dreherei und Schmiede. Von 1854 bis 1897 betrieb die Familie des Pächters Benedikt Kott die Mühle und modernisierte sie mit dem Einbau eines Dampfkessels und einer Turbine für das Sägewerk. Ab 1. November 1900 pachtete die Familie Aumüller die Mühle und kaufte sie im Jahr 1919.

## Nutzung
Als Museumsmühle ist sie heute für Besichtigungen zugänglich. Ferner können Räumlichkeiten für Hochzeiten und andere Feste genutzt werden. Es existiert ein Förderverein, der die Erforschung der Geschichte der Mühle unterstützt, einzelne Ausstellungen für das Museum organisiert und seit 2019 ein Kulturprogramm aus Musik und Kabarett anbietet.